# Carlos González (Fußballspieler, 1994)
Carlos González Montero (* 6. Dezember 1994 in Santiago de Chile) ist ein ehemaliger chilenischer Fußballspieler.

## Karriere
Der Torhüter erhielt Anfang 2014 einen Vertrag bei Deportes Iquique. Im April 2014 gab er im Spiel gegen Audax Italiano sein Debüt in der Primera División, nachdem Stammtorhüter Rodrigo Naranjo vom Platz gestellt wurde. Im Juli 2014 wurde er bei der Dopingkontrolle nach dem Spiel gegen Universidad de Concepción positiv getestet und für acht Monate gesperrt.